# Trichopilia olmosii
Trichopilia olmosii är en orkidéart som beskrevs av Robert Louis Dressler. Trichopilia olmosii ingår i släktet Trichopilia och familjen orkidéer.
Artens utbredningsområde är Panamá. Inga underarter finns listade i Catalogue of Life.